# Ferrari LaFerrari
La Ferrari LaFerrari (également appelée « F70 » ou « F150 » en interne) est une hypercar du constructeur automobile italien Ferrari. Succédant à l'Enzo, la LaFerrari est issue des travaux réalisés sur la FXX et la Millechili, avec pour objectif d'améliorer les performances en réduisant le poids plutôt qu'en augmentant la puissance. C’est à sa sortie la Ferrari de route la plus puissante.

## Présentation

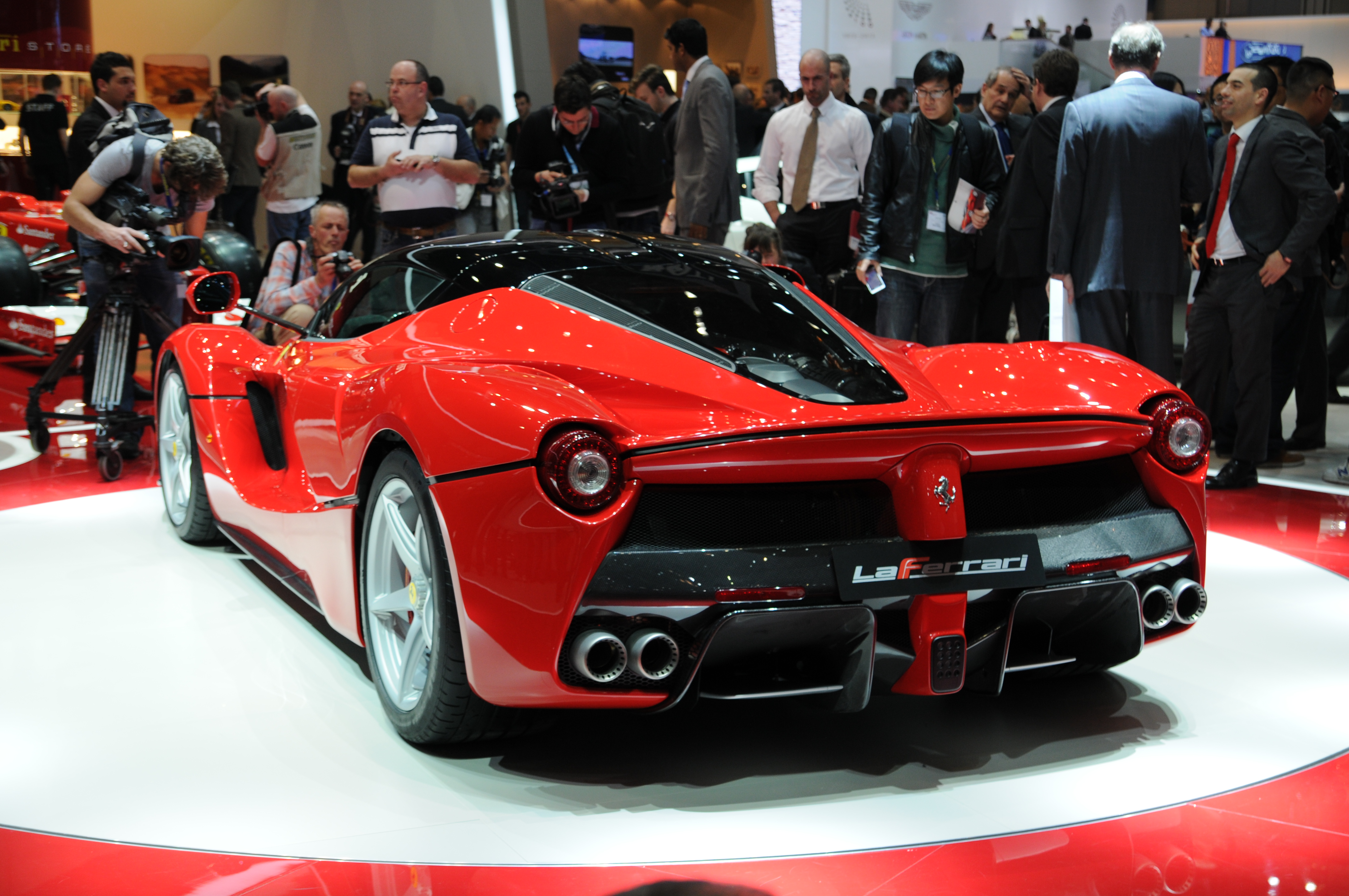
La LaFerrari vue de trois-quarts arrière.

La LaFerrari est dévoilée lors de la présentation du modèle au salon de Genève, le 5 mars 2013.
La LaFerrari est propulsée par un moteur V12 de 6,3 L de cylindrée, développant 800 ch et dotée d'un système électrique de récupération de l'énergie cinétique inspiré de la Formule 1, baptisé « Hy-Kers », qui lui octroie un supplément de puissance de 163 ch portant la puissance totale à 963 ch (949 bhp, 81 CV). Le couple atteint quant à lui 900 N m. Le rapport poids/puissance est de 1,5 kg/ch, et son rapport couple/poids est de 542 N m/t.
Sa boîte de vitesses est une boîte automatique à sept rapports avec mode séquentiel. Grâce à l'emploi intensif de matériaux composites, la LaFerrari pèse aux alentours de 1 370 kg.
La production est limitée à 499 exemplaires, vendus au prix unitaire de 1 250 000 euros,. Une 500e voiture a été mise en production après le tremblement de terre du 24 août 2016, les bénéfices de sa vente aux enchères devant être reversés aux victimes.

## Style
Pour ce modèle, Ferrari ne s'est pas associé à Pininfarina pour la réalisation de la carrosserie ; c'est l'équipe de Flavio Manzoni qui s'est chargée du design.

## LaFerrari Aperta
En 2016, après la fin de la production des coupés, Ferrari met en œuvre la production d'un nouveau modèle nommé LaFerrari Aperta, version découvrable de la supercar, dans une série limitée à 209 exemplaires (200 exemplaires plus 9 réservés à l'usine) avec la même motorisation et avec des performances quasi similaires. Avant même sa présentation au Mondial de l'automobile de Paris 2016, Ferrari a arrêté de prendre commande car tous les exemplaires de ce nouveau modèle ont déjà trouvé preneur.
Comme pour le coupé, un 210e exemplaire a été produit, elle arbore une livrée unique qui a été dévoilée lors du 70e anniversaire de Ferrari le 9 septembre 2017 et mise en vente par la maison RM Sotheby's. Tous les bénéfices de la vente du véhicule sont vendus au profit d'une œuvre caritative, pour le soutien aux personnes dans le besoin.

## Ferrari FXX-K

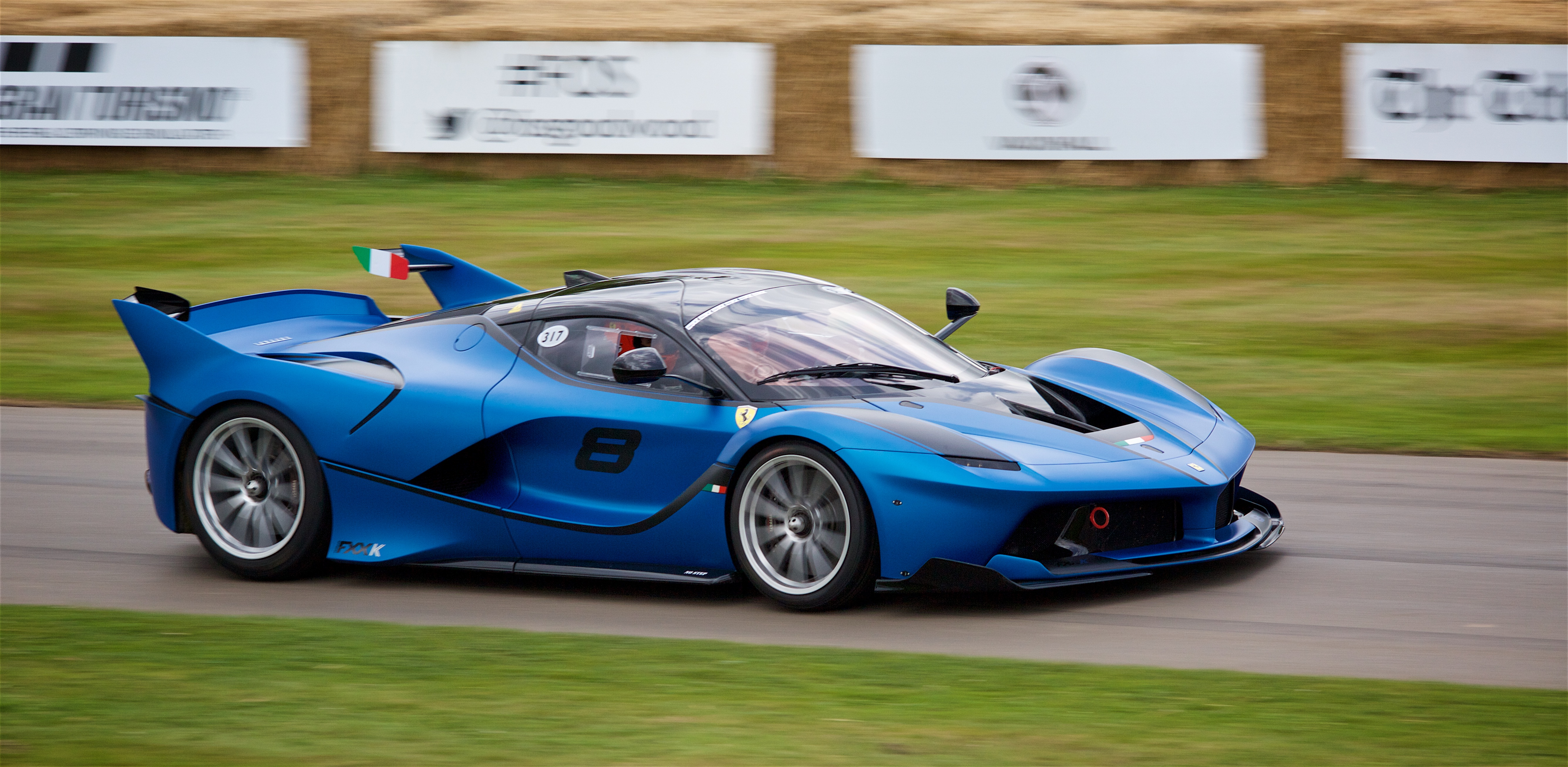
Ferrari FXX K.

La Ferrari LaFerrari FXX K est un modèle de circuit lancé en 2014 dans le cadre du programme de développement « XX » de Ferrari, destiné à des clients sélectionnés. Limitée à 40 exemplaires, cette voiture est basée sur la LaFerrari hybride, mais optimisée pour des performances accrues sur circuit. Elle est équipée d’un moteur V12 de 6,3 litres associé à un système hybride KERS (Kinetic Energy Recovery System), produisant une puissance combinée de 1 050 chevaux. L'aérodynamisme de la FXX K est amélioré grâce à des ailettes et des diffuseurs réglables, augmentant la stabilité et l’adhérence en courbe. Dans le cadre du programme client « XX », les propriétaires ont l’opportunité de conduire leur véhicule sur des circuits renommés, encadrés par les ingénieurs Ferrari. Le programme inclut également une analyse des performances et des données en temps réel, permettant aux participants d’optimiser l’utilisation de leur voiture.

## Ferrari FXX K Evo

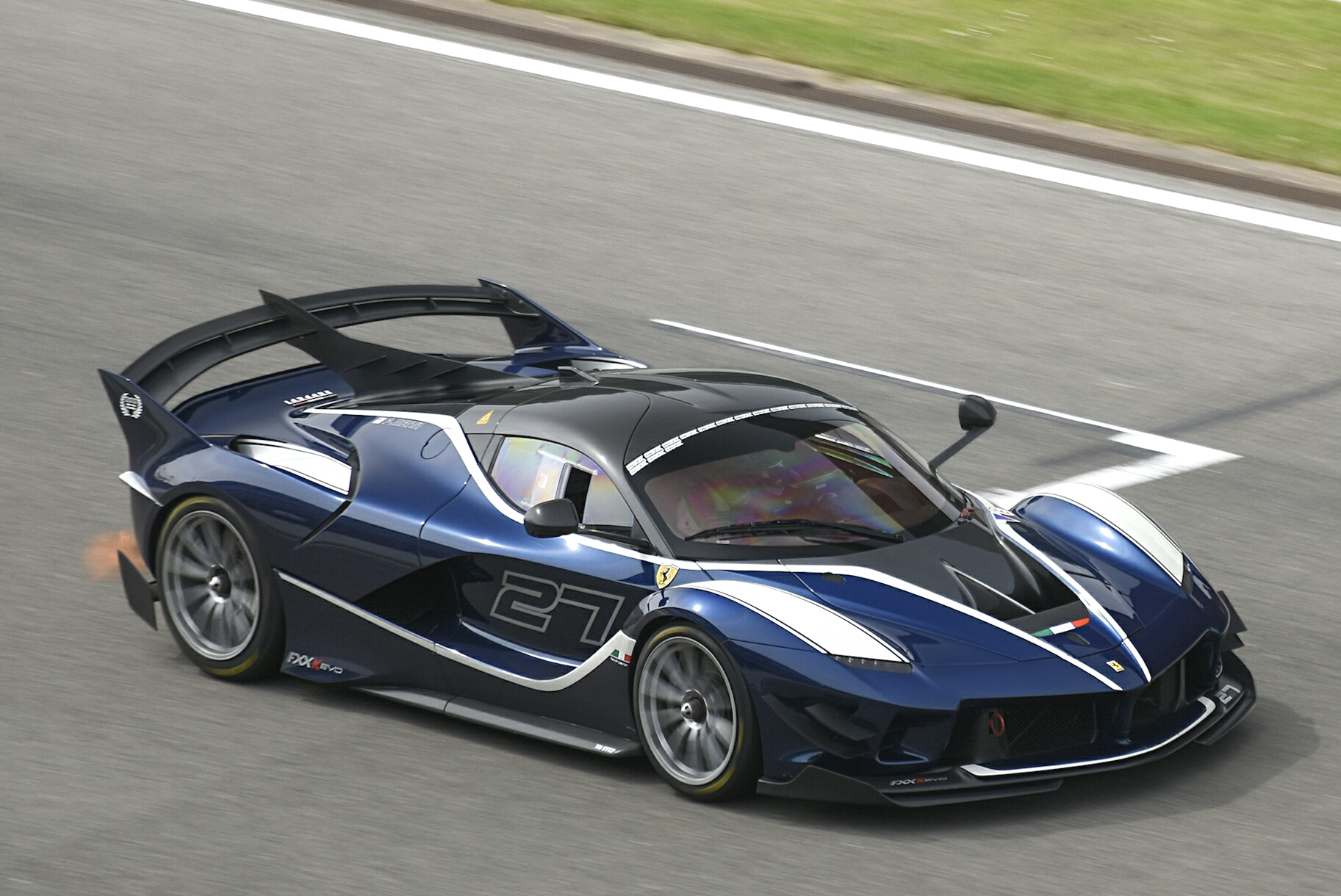
Ferrari FXX-K Evo.

La Ferrari FXX-K Evo est une version évoluée de la FXX-K, introduite en 2017 dans le cadre du programme de développement « XX » de Ferrari, destiné aux clients pilotes. Cette édition est disponible soit en tant qu’amélioration pour les modèles FXX-K existants, soit comme véhicule complet, avec une production limitée et réservée aux clients participant au programme.
La FXX-K Evo conserve la motorisation hybride de 1 050 chevaux, associant un moteur V12 de 6,3 litres et un système hybride KERS, mais bénéficie d’améliorations aérodynamiques avancées. Ces modifications incluent un nouvel aileron fixe arrière à deux étages, ainsi que des modifications au niveau des diffuseurs avant et arrière, offrant une augmentation de l’appui de 23 % par rapport à la FXX-K standard.